# Индийская подобласть
Индийская подобласть — подобласть Индо-Малайской области в фаунистическом районировании суши. Расположена в пределах материковой части вышеназванной области, не считая южной оконечности полуострова Малакка. В состав подобласти иногда включают также острова Шри-Ланка, Тайвань и Хайнань и некоторые другие. В рельефе преобладают низменности и плоскогорья. На севере область ограничена Гималаями, на юго-западе и юго-востоке расположены горные хребты Западные и Восточные Гаты.
Эндемичными группами млекопитающих подобласти являются тонкий и толстый лори, лангуры, медведь-губач, индийский носорог, четырехрогая антилопа, гарна, нильгау, бык купрей. Субэндемиками являются малайский медведь, чепрачный тапир, гаур и бантенг, индийский слон. Последний филогенетически более близок мамонту, а не африканским слоном.
Орнитофауна подобласти сочетает в себе эндемичные элементы, так и выходцев из Африки и Юго-Западной Азии. Широко представлено семейство фазановых, в том числе павлины, банкивский петух (предок всех домашних кур). Разнообразны птицы-носороги, дятлы, бородатки, ткачики, скворцы и др..
Из пресмыкающихся характерны агамовые, черепахи, гангский гавиал, змеи (питоны, кобры). Эндемичным семейством являются щитохвостые змеи (Uropeltidae). Оно включает 45 видов, обитающих на юге Индии и Шри-Ланке.